# Московский комитет грамотности
«Московский комитет грамотности», полное название «Московский комитет для всенародного распространения грамотности на религиозно-нравственном основании», — в Российской империи частное учреждение в Москве, ставившее своей целью содействие в теории и на практике начальному народному образованию на пространстве всей империи. Был учреждён 8 декабря 1845 года.
Своё название «комитета» получил оттого, что возник при старейшем обществе — при Императорском московском обществе сельского хозяйства; устав этого общества позволял «учреждать из своей среды особые постоянные комитеты», для содействия более успешному развитию различных отраслей их деятельности, а «распространение знаний сельскохозяйственных и улучшенных приемов сельского хозяйства немыслимо в стране неграмотной и невежественной».
Членами комитета могли стать все желающие обоего пола и любого звания. Комитет мог иметь отделения по губерниям и пользоваться в целом всеми преимуществами, имевшимися у общества сельского хозяйства, в числе которых, например, было право бесплатно отправлять корреспонденцию и посылки до 1 пуда весом.

## Предыстория
Мысль об устройстве комитета грамотности возникла среди членов московского общества сельского хозяйства в 1844 году по поводу доклада Н. С. Стремоухова, устроившего в своём имении школу для образования крестьянок. В 1845 году секретарь общества и один из видных его деятелей — С. А. Маслов, внёс предложение учредить при обществе особый комитет грамотности, которое было принято, с условием испросить на то, через министра государственных имуществ П. Д. Киселёва высочайшее соизволение. Министр ответил, что «общество может развить свои действия по сему предмету, не испрашивая на то особого Высочайшего повеления».

## История
Комитет начал работу с издания народных книг, которые составлялись С. А. Масловым и в которых проводились мысли о пользе образования и грамотности вообще, а среди крестьянок в особенности, о народных сельских библиотеках, о способах обучения грамоте и пр. Таких книжек в конце 40-х годов разошлось около 30 тыс. экземпляров. Они вызвали целый ряд училищ и «грамотных изб» для обучения крестьянок, хотя и не получили широкого распространения, как по причине своих недостатков, так, ещё в большей степени, в силу общих условий тогдашней общественной жизни.
Оживление московского комитета грамотности началось в 1859 году, и его деятельность с того времени постепенно возрастала: в число его членов вошли педагогические силы.
С 1870—1873 годы московский комитет грамотности наладил сношения со всеми земствами по вопросам народного образования, обсуждал эти вопросы на целом ряде заседаний, в которых принимали участие педагоги, учёные, литераторы; он открыл летние педагогические курсы для народных учителей, под руководством Д. И. Тихомирова, Н. П. Малинина и других; устроил два параллельных курса обучения грамоте, из которых одним руководил граф Л. Н. Толстой, горячий защитник буквослагательного метода.
В тот период оживления московского комитета грамотности были изданы 21 картина по русской истории и выпущены дешевые издания отдельных рассказов И. С. Тургенева. Тогда же московский комитет грамотности устроил народную читальню при фабрике Ганешина, принимал деятельное участие во II всероссийском съезде сельских хозяев, причём провёл через общее собрание съезда ходатайство перед правительством о том, чтобы средства на дело элементарного народного образования по государственному бюджету были усилены, а заведование народным образованием было передано «особому комитету, с участием представителей тех ведомств и учреждений, в руках которых находится теперь дело народного образования».
В конце 1870-х и начале 1880-х годов деятельность московского комитета грамотности замирает и в 1886—1890 гг. выражается, главным образом, в издании (через книготорговца И. Д. Сытина) нескольких книжек, плохо приспособлённых для народного чтения (например, «Старец Иринарх»).
С 1890 года комитет оживляется по инициативе А. И. Чупрова, Д. И. Тихомирова, Ю. Н. Сиротининой, С. А. Анциферова и др., внёсших на общем собрании предложение об учреждении особой комиссии по снабжению книгами школ и других учреждений.
Затем к московскому комитету грамотности присоединился целый ряд лиц, энергично работавших в области народного образования: В. П. Вахтеров, И. И. Петрункевич, князь Д. И. Шаховской, И. Н. Сахаров, И. М. Шестаков и др.

### Комиссии
К началу XX века комитет насчитывал более 420 членов; при нём действовал целый ряд комиссий — библиотечная, редакционная (издательская), о воскресных школах, о книжных складах, для оказания помощи учащимся в местностях, постигнутых неурожаем, для изучения положения учащих и др.
Библиотечная комиссия
Бесплатно рассылала народные библиотеки (с 1891 по 1893 гг. разослано 230 библиотек), составляла народные книги и рекомендательные каталоги, издавала ежегодный обзор народной литературы, принимала на себя посредничество между провинцией и столичными книготорговцами. Средства на это собирались исключительно из пожертвований, членских взносов (3 рубля в год), сборов с лекций и концертов.
Комиссия возбудила через Императорское московское общество сельского хозяйства ходатайство о расширении министерского каталога школьных библиотек и приступила к сбору сведений о том, что и как читает народ.
Комиссия по воскресным школам
Издала сборник рефератов под заглавием «Частный почин в деле народного образования». Рассылала бесплатно библиотеки для домашнего чтения учащихся и картины для волшебных фонарей, и устроила музей наглядных пособий для школ.
Комиссия о введении в России всеобщего обучения
Возбудила живейшее внимание русского общества. Комиссия — под председательством профессора А. И. Чупрова — вступила в деятельные сношения с земскими, городскими и иными учреждениями и лицами, собирая теоретические, статистические и прочие данные для освещения вопроса.
Комиссия о положении учителей
В апреле 1894 года возникла ещё одна комиссия, взявшая на себя разработку вопроса о положении учителей, организацию желательных среди них учреждений и всевозможной им помощи.
Редакционная комиссия
Заведовала изданием книг, с 1891 по 1893 годы выпустила более 19 названий книжек (более 150 000 экз.).
На общих собраниях читались рефераты по различным вопросам народного образования.
В 1894 году московское общество сельского хозяйства, «высоко ценя плодотворную полувековую деятельность московского комитета грамотности в пользу народного просвещения, постановило довести до сведения почётного президента общества, великого князя Сергия Александровича, и министра земледелия и государственных имуществ о плодотворной деятельности московского комитета грамотности и о тесной связи его с обществом». Тогда же общество предоставило комитету право награждать медалями за выдающиеся заслуги по распространению грамотности и разработке вопросов народного образования.
В ноябре 1895 года Московский комитет грамотности был упразднён одновременно с Санкт-Петербургским комитетом грамотности